# Saint-Vincent-sur-Graon
Saint-Vincent-sur-Graon är en kommun i departementet Vendée i regionen Pays de la Loire i västra Frankrike. Kommunen ligger i kantonen Moutiers-les-Mauxfaits som tillhör arrondissementet Les Sables-d'Olonne. År 2022 hade Saint-Vincent-sur-Graon 1 592 invånare.

## Befolkningsutveckling
Antalet invånare i kommunen Saint-Vincent-sur-Graon
| Referens: INSEE |